# Драченко Іван Григорович
Іва́н Григо́рович Драче́нко (нар. 15 листопада 1922, Велика Севастянівка — пом. 16 листопада 1994, Київ) — радянський військовий льотчик, в роки радянсько-німецької війни старший льотчик 140-го гвардійського штурмового авіаційного полку 8-ї гвардійської штурмової авіаційної дивізії 1-го штурмового авіаційного корпусу 5-ї повітряної армії Степового фронту, гвардії старший лейтенант. Один з чотирьох повних кавалерів ордена Слави, удостоєних звання Героя Радянського Союзу (1944).

## Біографія
Народився 15 листопада 1922 в селі Великій Севастянівці (нині Христинівського району Черкаської області) в сім'ї селянина. Українець. Член ВКП(б) з 1944 року. Закінчив середню школу і Ленінградський аероклуб.
У Червоній Армії з квітня 1941 року. Влітку 1943 року закінчив Тамбовську військову авіаційну школу пілотів і був направлений на фронт як льотчик-штурман.
Молодший лейтенант Драченко І. Г. на Курській дузі здійснив 21 бойовий виліт, знищив три танки, 20 автомобілів з боєприпасами та живою силою противника, чотири зенітки, склад боєприпасів, до роти солдатів. Нагороджений орденом Червоної Зірки.
14 серпня 1943 року в районі Харкова, рятуючи командира полку, на Іл-2 таранив винищувач противника. Приземлився на парашуті. При тарані був важко поранений. У несвідомому стані узятий в полон. У таборі під Полтавою радянський лікар зробив йому складну операцію, але праве око врятувати не вдалося. У вересні 1943 року йому вдалося втекти і перейти лінію фронту. Після лікування в московському госпіталі в березні 1944 року повернувся в свій полк. У медичних документах нічого не говорилося про втрату ока, і Драченко почав знову літати. Зробив ще 34 бойових вильотів, знищив 8 танків, 12 автомобілів, 2 зенітних батареї, склад боєприпасів, до роти солдатів. Нагороджений орденом Вітчизняної війни 1-го ступеня.
6 квітня 1944 року під час вильоту на розвідку був атакований п'ятьма винищувачами FW-190. На сильно пошкодженому літаку зумів дотягнути до аеродрому і зробити посадку. За привезені цінні розвіддані нагороджений орденом Слави 3-го ступеня (наказ від 5 червня 1944 року № 68612).
26 червня 1944 року гвардії молодший лейтенант Драченко вилетів на чолі пари на розвідку в район Ясс. При виконанні бойового завдання вступив у бій з німецькими винищувачами і відбив всі їхні атаки. Потім зробив штурмовку ешелону на залізничній станції Тузіра і з розвідувальною інформацією повернувся на свій аеродром. Нагороджений орденом Слави 2-го ступеня (наказ від 5 вересня 1944 року № 3457).
7 жовтня 1944 року за 55 успішних бойових вильотів І. Г. Драченко нагороджений орденом Слави 2-го ступеня, 26 листопада 1968 року перенагороджений орденом Слави 1-го ступеня (№ 3608).
До серпня 1944 року здійснив 100 бойових вильотів на розвідку, знищення живої сили і техніки противника. У 14 повітряних боях збив п'ять літаків противника.
Звання Героя Радянського Союзу з врученням ордена Леніна і медалі «Золота Зірка» (№ 4618) гвардії старшому лейтенанту Драченку Івану Григоровичу присвоєно Указом Президії Верховної Ради СРСР від 26 жовтня 1944 року.
Пізніше відзначився у Вісло-Одерській і Берлінській операціях, за що нагороджений орденом Червоного Прапора. Війну закінчив у званні капітан.
Всього за роки війни І. Г. Драченко здійснив 151 бойовий виліт, в 24 повітряних боях збив п'ять літаків противника, ще дев'ять знищив на аеродромах, розбив чотири мости, знищив багато техніки і живої сили противника.

Могила Івана Драченка

Після війни вступив до Військово-повітряної академії, але в 1947 році за станом здоров'я був звільнений у запас. У 1953 році закінчив юридичний факультет Київського державного університету, потім аспірантуру. Працював директором школи робітничої молоді № 43, потім заступником директора Палацу культури «Україна» в Києві. Помер 16 листопада 1994 року. Похований у Києві на Байковому кладовищі (ділянка № 52).

## Нагороди
Нагороджений орденами Леніна, Червоного Прапора, двома орденами Вітчизняної війни 1-го ступеня, орденами Червоної Зірки, Слави 1-ї, 2-й і 3-го ступеня, медалями.

## Твори
- На крыльях мужества. — М.: ДТСААФ, 1986.(рос.)
- Ради жизни на земле. — 2-е изд. — Київ: Молодь, 1980.(рос.)